# Abd ar-Rahman IV.
Abd ar-Rahman IV. al-Murtada (arabisch عبد الرحمن المرتضى, DMG ʿAbd ar-Raḥmān al-Murtaḍā; † 1018) war Kalif von Córdoba (1018).
Abd ar-Rahman IV. entstammte der Dynastie der Umayyaden und war ein Sohn von Mohammed, eines Enkels des Kalifen Abd ar-Rahman III. Er wurde in Valencia, wohin er sich zurückgezogen hatte, von einigen Berberführern zum Kalifen erhoben, nachdem im Kalifat von Córdoba die Hammudiden unter Ali ibn Hammud an-Nasir an die Macht gekommen waren und das Kalifenamt übernommen hatten. Zwar konnte er sich mit dem muslimischen Statthalter von Saragossa und dem Grafen von Barcelona verbünden, doch konnte er die Hammudiden nicht dauerhaft aus Córdoba vertreiben. Bei einem Angriff auf die Ziriden von Granada wurde er von seinen Berbertruppen im Stich gelassen, besiegt und bei Guadix auf der Flucht ermordet.